# Wat Dhammaniwasa
Wat Dhammaniwasa (วัดธรรมนิวาส) ist ein Kloster (Wat, Thai: วัด) der buddhistischen Theravada-Waldtradition in Eschweiler in der Städteregion Aachen.

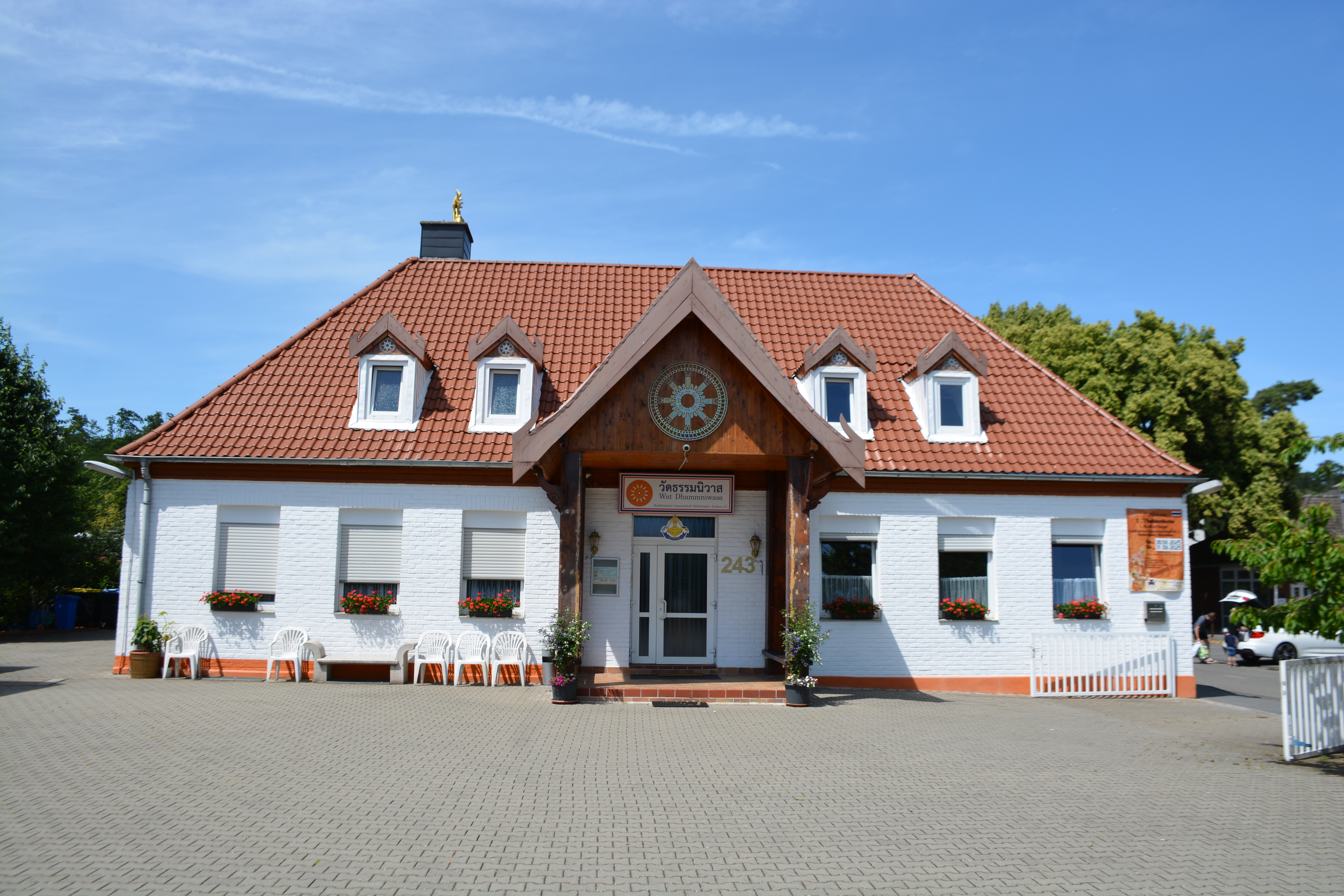
Eingang

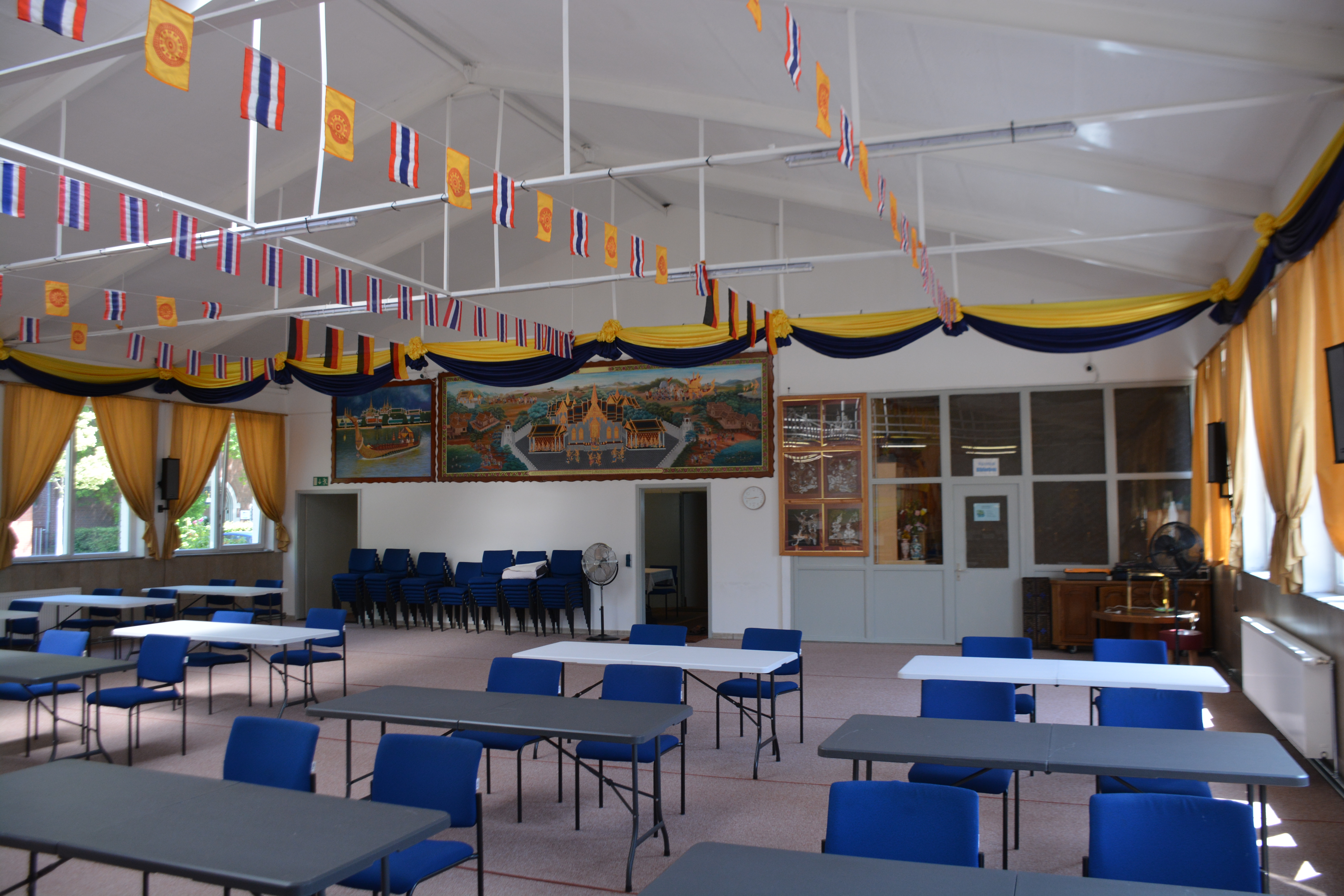
Phutthawat

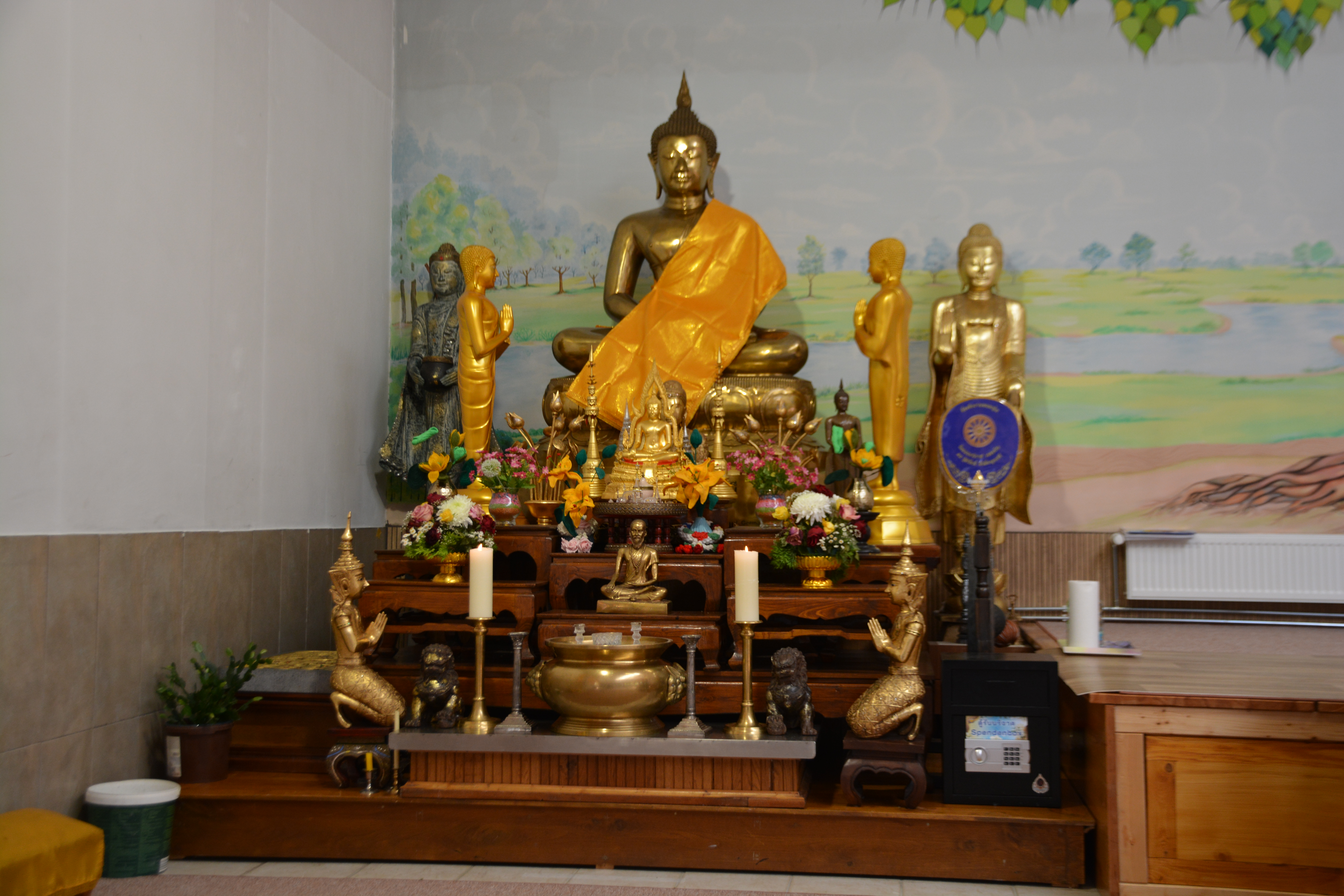
Phra Buddha Rup

## Geschichte
Der Tempel wurde im Jahre 2000 auf Initiative von Charus Wongtao in Aachen gegründet, als Trägerverein fungierte die Wat Dhammaniwasa Buddhistische Gemeinschaft Aachen e. V., dessen Vorsitz Wongtao innehatte. Wongtao betrieb den Tempel im Dachgeschoss seines Hauses, in dem der damalige Abt Thoo Yenjai und der Mönch Samut Theesuka lebten.
Der Verein erwarb eine ehemalige Werkstatt auf der Dürener Straße, gegenüber der Herz-Jesu-Kirche im Osten Eschweilers, die ab Juni 2010 bezogen wurde. Vereinssitz und -name änderten sich in Wat Dhammaniwasa Buddhistische Gemeinschaft Städteregion Aachen e. V.
Nach dem Tod von Charus Wongtao wurde 2014 der Abt Phra Samut Theesuka Vorsitzender des Vereines.

## Angebote
Das Kloster wird satzungsgemäß vom Verein betrieben, um den Mönchen (Bhikkhus) Platz zum Leben und Arbeiten zu geben, Buddhismus zu unterrichten, in Meditation zu schulen, sowie Kurse, Vorträge und Veranstaltungen zu organisieren.
Mehrmals im Jahr werden öffentliche Feste veranstaltet, beispielsweise an buddhistischen Festen und Feiertagen wie Songkran und Visakhabuscha.
Regelmäßig werden im Wat Dhamanniwasa konsularische Dienstleistungen durch das Königlich Thailändische Generalkonsulat in Frankfurt angeboten, die von thailändischen Bürgern aus dem Dreiländereck in Anspruch genommen werden.